# HaPoel HaZair
HaPoʿel HaZaʿir (hebräisch הַפּוֹעֵל הַצָּעִיר ha-Pōʿel ha-Zaʿīr, deutsch ‚der junge Arbeiter‘) war eine sozialistisch-zionistische Partei in Palästina vor der Gründung des Staates Israel.
Die am 15. Oktober 1905 in Petach Tikwa gegründete Partei ging 1930 in die sozialistische Partei Mapai auf, deren heutige Nachfolgerpartei seit 1968 die ʿAvodah ist. Zu den wichtigsten Aktivitäten von HaPoʿel HaZaʿir gehörte die Gründung der ersten kooperativen Siedlungen und Kibbuzim in Palästina. 